# Zlukov
Zlukov (en allemand : Slukow) est une commune du district de Tábor, dans la région de Bohême-du-Sud, en République tchèque. Sa population s'élevait à 277 habitants en 2020.

## Géographie
Zlukov se trouve à 4 km à l'est du centre de Veselí nad Lužnicí, à 25 km au sud-sud-est de Tábor, à 30 km au nord-est de České Budějovice et à 101 km au sud-sud-est de Prague.
La commune est limitée par Řípec au nord, par Doňov et Újezdec à l'est, par Drahov au sud, et par Veselí nad Lužnicí à l'ouest.

## Histoire
La première mention écrite du village date de 1200.